# شنندوا (تگزاس)
شنندوا، تگزاس(به انگلیسی: Shenandoah, Texas) شهری در ایالت تگزاس از ایالات جنوبی ایالات متحده آمریکا است. در سرشماری سال ۲۰۰۰، جمعیت این شهر ۱۵۰۳ نفر اعلام شد.